# フェアリー・マスター
『フェアリー・マスター』は橘裕の漫画作品の一つ。妖精と黒い妖精の戦いに巻き込まれた少女と少年の話。白泉社『LaLa』に連載された。コミックスは花とゆめコミックスより全1巻。ISBN 4-592-17726-6

## フェアリー・マスター

### 主な登場人物
習志野 くるみ （ならしの くるみ）
友海のことが大好きな女子高校生。守護妖精の加護を受けている。
至堂 友海 （しどう ともうみ）
くるみの幼なじみで、3歳年下。黒い妖精の操る車に衝突されて、第一話で死亡する。しかし、妖精が友海の身体に入り込み、妖精が代わりに友海として生きることになる。

## 月光熱
橘裕の作品の一つ。子どものままでいたいという潜在意識の女の子を中心とした恋愛・友情を描いている。読み切りで、単行本『フェアリー・マスター』内に収録されている。

### 主な登場人物
早坂 萌 （はやさか もえ）
絵本を書いている中学3年生の女の子。親友「圭ちゃん」が一番好き。
本庄 雅志 （ほんじょう まさし）
剣道部の部長。早坂萌の事が好き。
圭子ちゃん
早坂萌の親友。女子バスケットボール部の部長。本庄雅志の事が好き。